# Énergie renouvelable au Brésil

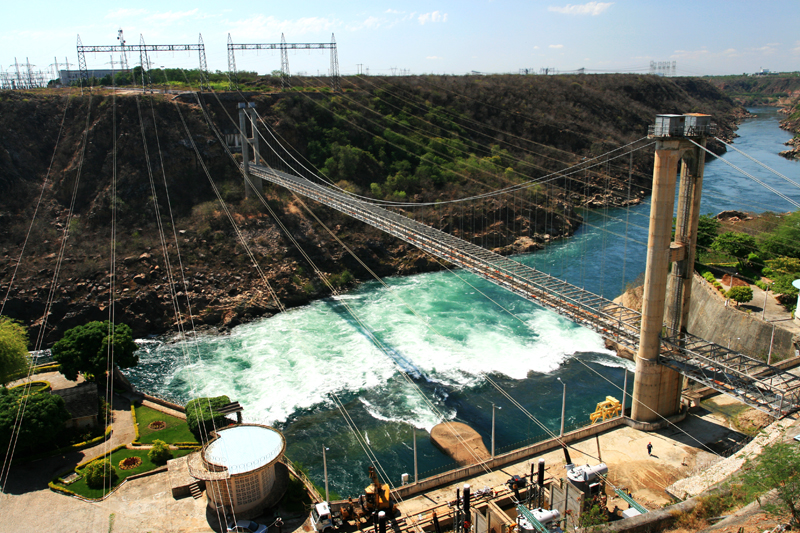
Centrale hydroélectrique Paulo Afonso à Bahia

En 2018, les énergies renouvelables représentaient 79 % de l'électricité produite utilisée au Brésil,,.
Le Brésil commence à se concentrer sur le développement de sources d'énergie alternatives, principalement l'éthanol de canne à sucre, après les chocs pétroliers des années 1970. Les grandes exploitations de canne à sucre du Brésil ont contribué au développement du pays. En 1985, 91 % des voitures produites cette année-là roulaient à l'éthanol de canne à sucre,.
Au début des années 2020, le Brésil dépend de l'hydroélectricité pour 65 % de sa production d'électricité, et le gouvernement brésilien prévoit d'étendre la part de l'énergie éolienne (11 %), de l'énergie solaire (2,5 %) et de la biomasse,. L'énergie éolienne a un grand potentiel au Brésil pendant la saison sèche, elle est donc considérée comme une alternative pour continuer à produire de l'électricité dans les situations de faibles précipitations et face à l'étalement géographique des ressources hydroélectriques existantes.

## Mix énergétique et mix électrique
La principale caractéristique du mix énergétique brésilien est qu'il est beaucoup plus renouvelable que la moyenne mondiale. Alors qu'en 2019, le mix mondial n'était composé qu'à 14 % d'énergies renouvelables, celui du Brésil était déjà à 45 %. Le pétrole et les produits pétroliers en représentaient 34,3 % ; dérivés de canne à sucre, 18 % ; l'énergie hydraulique, 12,4 % ; le gaz naturel, 12,2 % ; bois de chauffage et charbon de bois, 8,8 % ; énergies renouvelables diverses, 7 % ; charbon, 5,3 % ; nucléaire, 1,4 % et autres énergies non renouvelables, 0,6 %.
Dans le mix électrique, la différence entre le Brésil et le monde est encore plus grande : alors que le monde ne disposait que de 25 % d'énergie électrique renouvelable en 2019, le Brésil en possédait 83 %. Le mix électrique brésilienne est composé de : énergie hydraulique, 64,9 % ; biomasse, 8,4 % ; énergie éolienne, 8,6 % ; énergie solaire, 1 % ; gaz naturel, 9,3 % ; produits pétroliers, 2%; nucléaire, 2,5 % ; charbon et dérivés, 3,3 %.

## Électricité

### Hydroélectricité

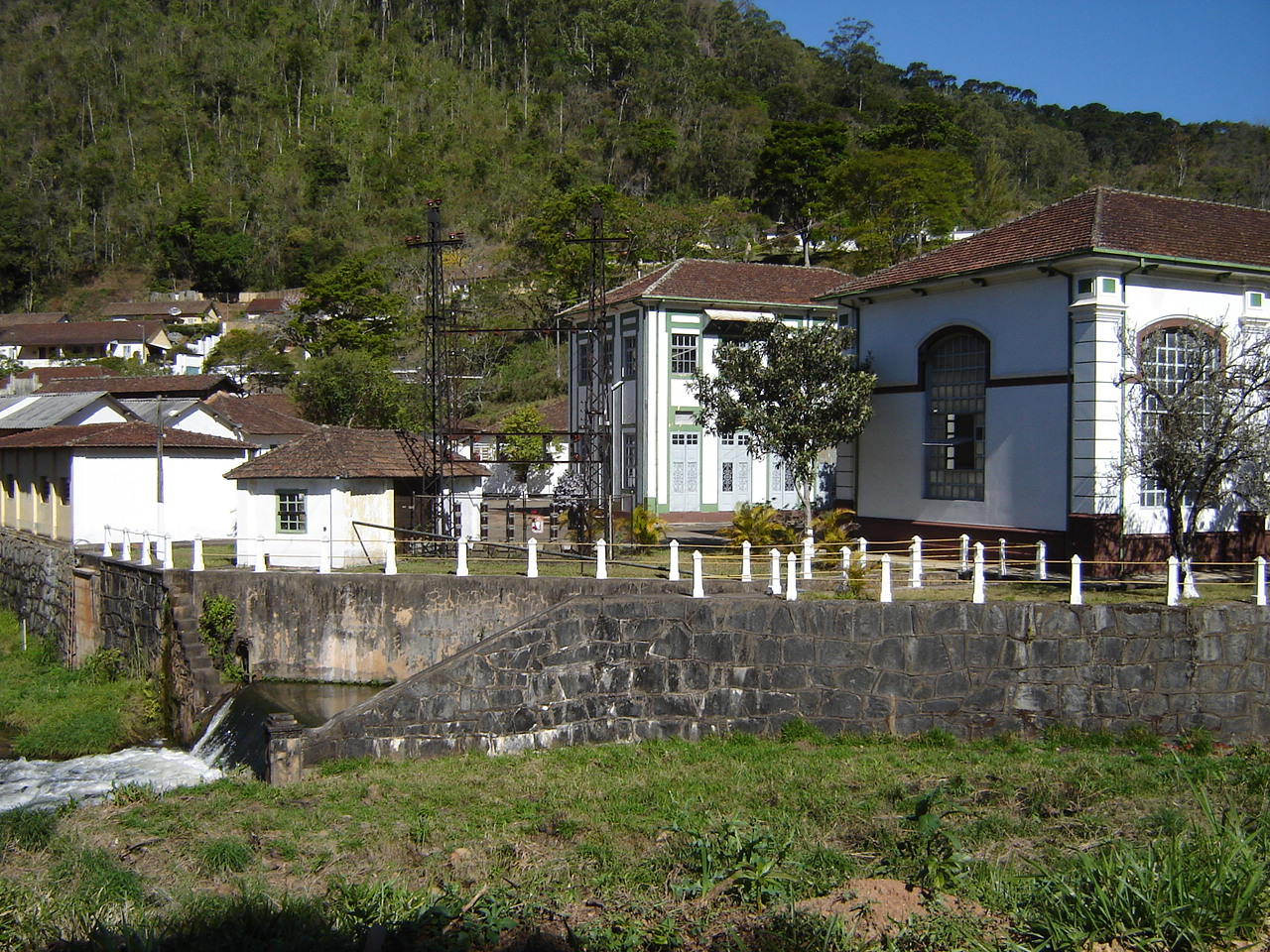
Une petite centrale hydroélectrique à Wenceslau Braz, dans le Minas Gerais.

Le Brésil possède le troisième potentiel hydroélectrique le plus élevé du monde, après la Russie et la Chine. Fin 2021, le Brésil est le 2e pays au monde en termes de puissance hydroélectrique installée (109,4 GW).

#### Centrale électrique d'Itaipu
Au début des années 2020, le barrage d'Itaipu est la deuxième plus grande centrale hydroélectrique au monde en termes de capacité installée. Construit sur le fleuve Paraná qui sépare le Brésil et le Paraguay, le barrage fournit plus de 75 % des besoins en électricité du Paraguay et répond à plus de 20 % de la demande totale en électricité du Brésil. La rivière longe la frontière des deux pays, et lors des premiers pourparlers diplomatiques pour la construction du barrage, les deux pays souffraient de sécheresse. L'objectif initial était donc d'assurer une meilleure gestion et utilisation des ressources en eau pour l'irrigation des cultures. L'Argentine a également été intégrée plus tard dans certains plans et accords gouvernementaux car elle est directement affectée, étant en aval, par la régulation de l'eau sur le fleuve.

### Énergie éolienne

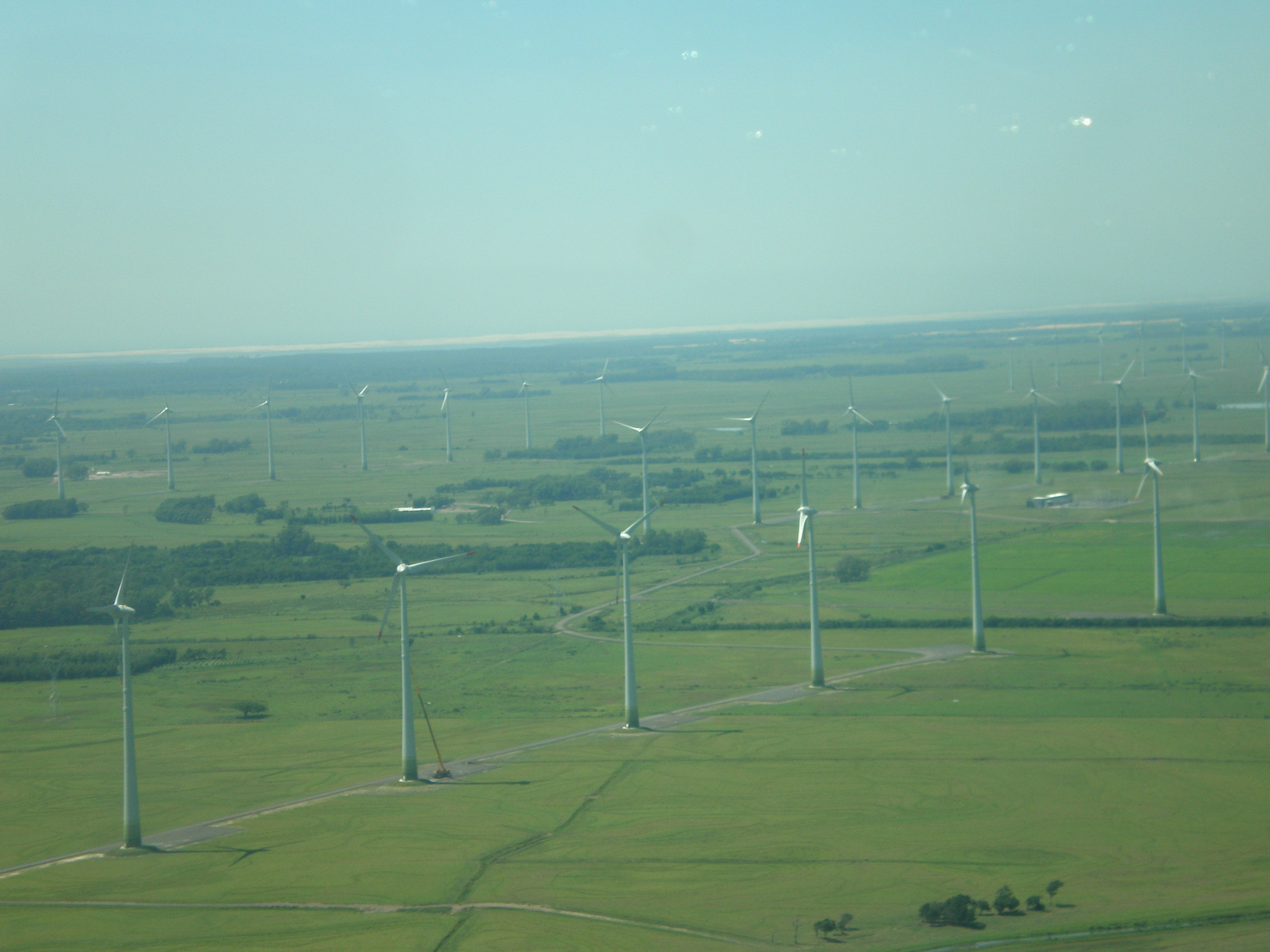
Parc éolien à Osório, Rio Grande do Sul.

La première éolienne du Brésil est installée dans l'archipel de Fernando de Noronha en 1992. Dix ans plus tard, le gouvernement crée le Programme d'encouragement des sources d'énergie électrique alternatives (Proinfa) pour encourager l'utilisation d'autres sources renouvelables, telles que l'énergie éolienne, la biomasse et les petites centrales hydroélectriques.
Alors que la conférence de Copenhague de 2009 sur les changements climatiques se déroule, l'Agence nationale de l'énergie électrique du Brésil (ANEEL) organise la toute première vente aux enchères d'énergie éolienne du pays. Les entreprises étrangères se sont empressées d'y participer. L'appel d'offres a conduit à la construction de 2 gigawatts (GW) de production éolienne, avec un investissement d'environ 6 milliards de dollars au cours des deux années suivantes. Le potentiel technique du Brésil pour l'énergie éolienne est de 143 GW en raison des 7 400 kilomètres de côtes, où la plupart des projets peuvent être réalisés. L'Association brésilienne de l'énergie éolienne et le gouvernement s'étaient fixés pour objectif d'atteindre 20 GW de capacité d'énergie éolienne d'ici 2020 en 2014. Le Lagoa dos Ventos de 716 MW commence à fonctionner en 2021.
En 2021, le Brésil est le 7e pays au monde en termes de puissance éolienne installée (21 GW),, et le 4e producteur mondial d'énergie éolienne (72 TWh), derrière la Chine, les États-Unis et l'Allemagne. En juillet 2022, le Brésil atteint 22 GW d'énergie éolienne installée,.
Le vent est plus intense de juin à décembre, coïncidant avec les mois de faible intensité des précipitations. Cela place le vent comme une source potentielle d'énergie complémentaire à l'hydroélectricité.

### Énergie solaire

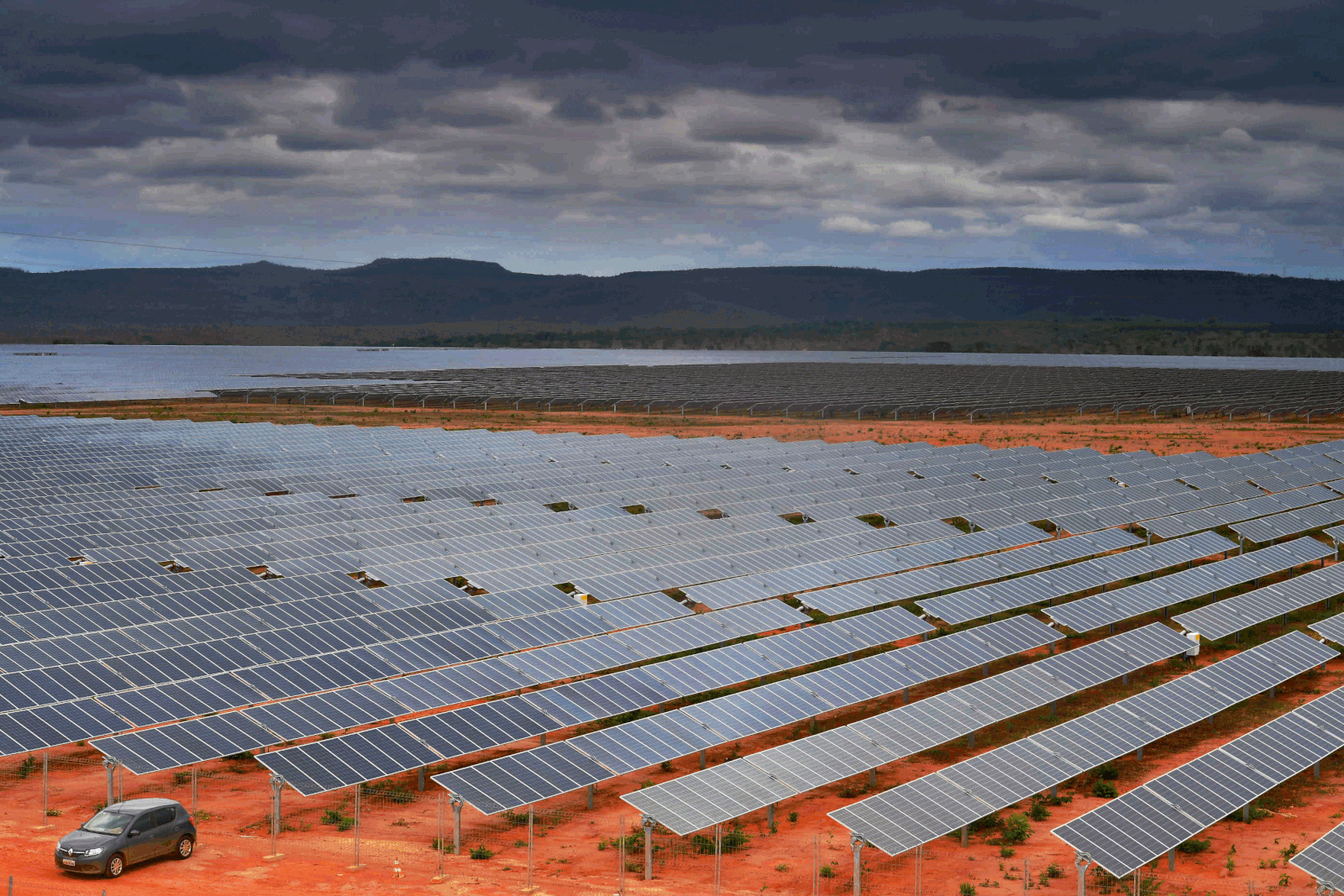
Le Complexe solaire Pirapora, l'un des plus grands complexes du Brésil et d'Amérique latine, avec une capacité de 321 MW.

En octobre 2022, le Brésil atteint 22 GW de puissance solaire installée,. En 2021, le Brésil était le 14e pays au monde en termes de puissance solaire installée (13 GW), et le 11e producteur mondial d'énergie solaire (16,8 TWh).
Le Brésil a l'une des incidences solaires les plus élevées au monde.

Les plus grandes centrales solaires du Brésil sont les centrales d'Ituverava et de Nova Olinda. La centrale solaire d'Ituverava produit 254 MW et la centrale de Nova Olinda produit 292 MW.

## Carburant éthanol
Le programme brésilien de production d'éthanol débute en 1975, lorsque la flambée des prix du pétrole étouffe l'économie. La canne à sucre est un candidat de substitution évident, étant donné la grande quantité de terres arables et le climat favorable du Brésil.
La plupart des voitures sur la route aujourd'hui au Brésil peuvent fonctionner avec des mélanges contenant jusqu'à 25 % d'éthanol, et les constructeurs automobiles produisent déjà des véhicules conçus pour fonctionner avec des mélanges d'éthanol beaucoup plus élevés. La plupart des constructeurs automobiles brésiliens vendent des voitures, des camions et des mini-fourgonnettes à carburant flexible qui peuvent utiliser des mélanges d'essence et d'éthanol allant de l'essence pure à 100 % d'éthanol (E100).
L'importance de l'éthanol sur le marché intérieur des carburants de transport au Brésil devrait augmenter à l'avenir. Étant donné que la production d'éthanol continue de croître plus rapidement que la demande intérieure, le Brésil a cherché à accroître ses exportations d'éthanol. Selon des sources de l'industrie, les exportations d'éthanol du Brésil ont atteint 86 000 bbl/j en 2008, dont 13 000 bbl/j vers les États-Unis. Le Brésil est le plus grand exportateur d'éthanol au monde, détenant plus de 90 % du marché mondial des exportations.

## Biomasse

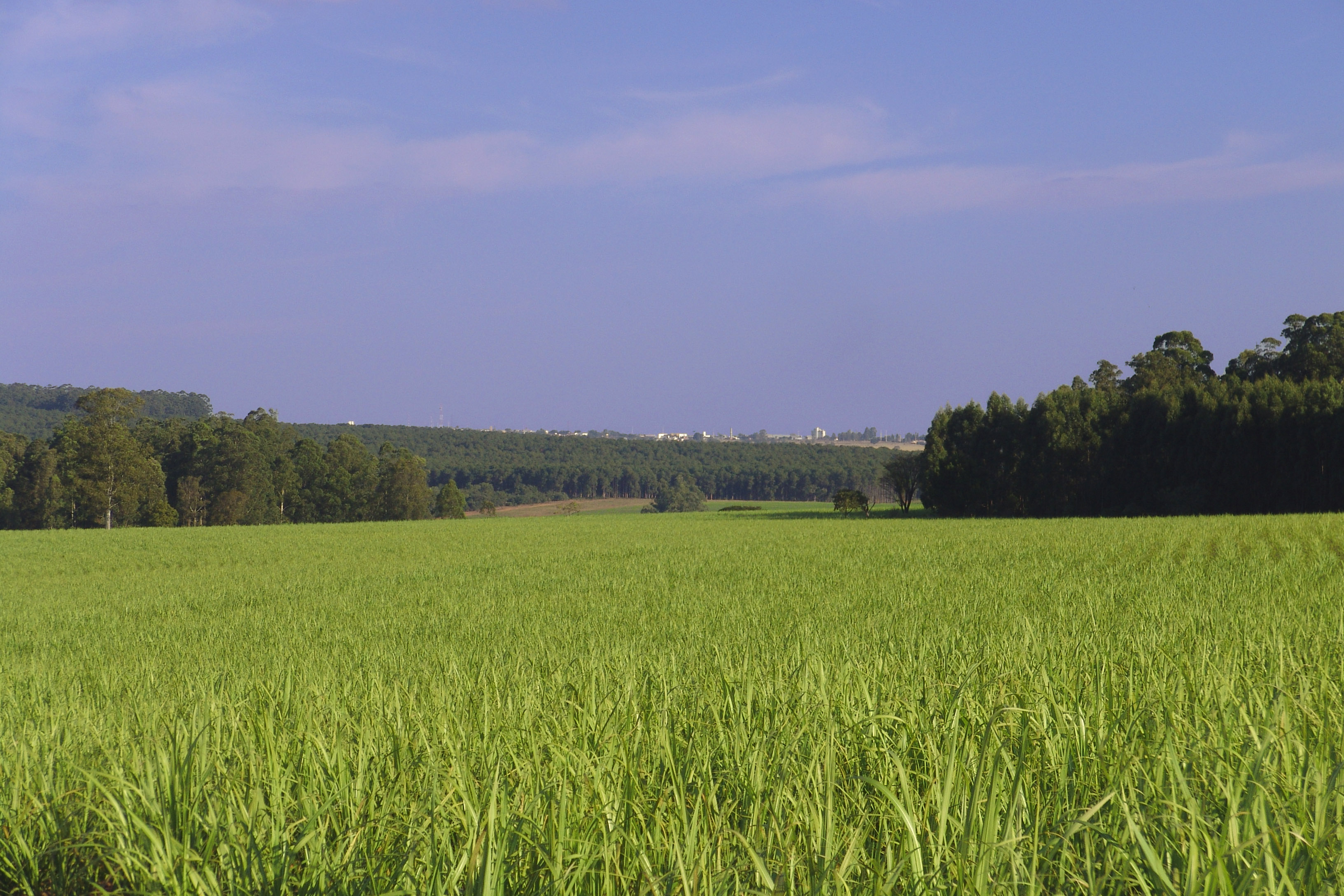
Plantation de canne à sucre à Avaré (État de São Paulo). Les restes de canne sont utilisés pour produire de l'énergie issue de la biomasse.

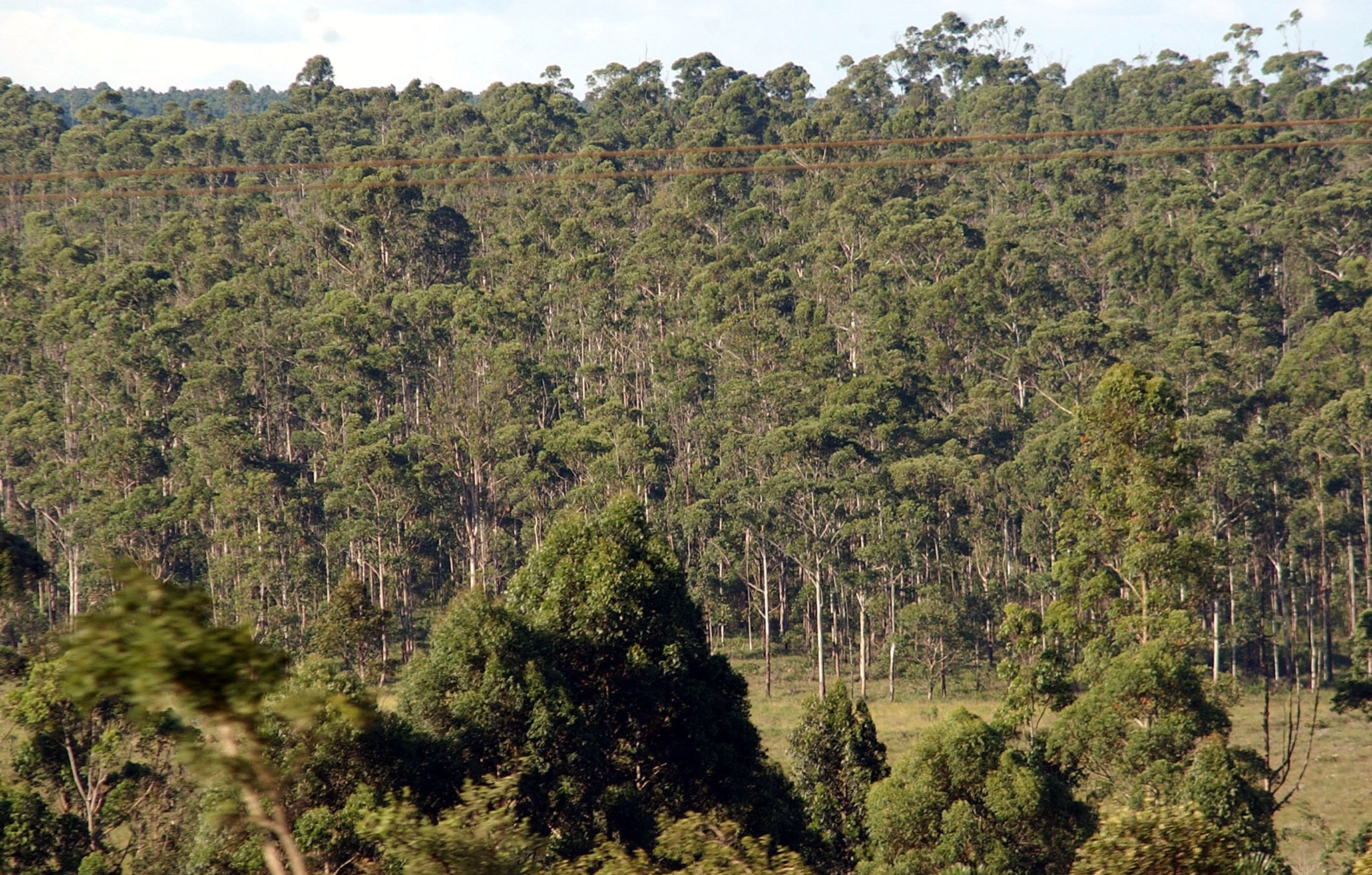
Eucalyptus dans l'État d'Espírito Santo. Les restes de l'arbre sont réutilisés pour la production d'électricité à partir de la biomasse.

Le Brésil a utilisé des incitations fiscales à partir du milieu des années 1960 pour lancer un programme de reboisement afin de répondre aux besoins industriels en bois-énergie et en produits ligneux. Grâce au Code forestier brésilien et à ses incitations fiscales favorables, la superficie forestière plantée au Brésil est passée de 470 000 hectares à 6,5 millions d'hectares en 1993. La faisabilité commerciale de l'utilisation de l'eucalyptus pour l'énergie et d'autres produits a été clairement démontrée.
En 2020, le Brésil était le 2e pays au monde dans la production d'énergie par utilisation de biomasse (production d'énergie à partir de biocarburants solides et de déchets renouvelables), avec 15,2 GW installés.
La biomasse est une source d'énergie propre utilisée au Brésil. Des déchets organiques, des restes agricoles, des copeaux de bois ou de l'huile végétale sont utilisés. Le résidu de canne à sucre, à haute valeur énergétique, a été utilisé pour produire de l'électricité. Plus d'1 million de personnes dans le pays travaillent en lien avec la production de biomasse, et cette énergie représente 27% de la matrice énergétique du Brésil.
L'intérêt récent pour la conversion de la biomasse en électricité ne vient pas seulement de son potentiel en tant que source d'énergie locale à faible coût, mais aussi de ses avantages potentiels pour l'environnement et le développement.

## Financement externe
La Banque européenne d'investissement accorde un prêt de 200 millions d'euros à partir de 2021 pour soutenir des projets d'énergie renouvelable, en particulier pour établir un parc éolien et une centrale solaire,,. Ce prêt permettra la réalisation d'une série de parcs éoliens terrestres divisés en deux groupes, à Paraíba, Piauí et Bahia. Une centrale solaire photovoltaïque sera construite 10 km du parc éolien de Paraiba, d'une capacité totale de 574 MW (425 MW d'énergie éolienne et 149 MW d'énergie solaire).